# Valantia columella
Valantia columella là một loài thực vật có hoa trong họ Thiến thảo. Loài này được (Ehrenb. ex Boiss.) Bald. miêu tả khoa học đầu tiên năm 1893.